# Lossewo (Kaliningrad, Gurjewsk)
Lossewo (russisch Лосево, deutsch Rentengut) ist ein Ort in der russischen Oblast Kaliningrad. Er gehört zur kommunalen Selbstverwaltungseinheit Stadtkreis Gurjewsk im Rajon Gurjewsk.

## Geographische Lage
Lossewo liegt sieben Kilometer nordwestlich von Dobrino (Nautzken) und ist auf einer Nebenstraße von Nowgorodskoje (Mettkeim) aus zu erreichen. Die nächste Bahnstation ist Dobrino an der Bahnstrecke Kaliningrad–Sowetsk (Königsberg–Tilsit).

## Geschichte
Das bis 1946 Rentengut genannte Dorf war bis 1945 ein Ortsteil von (Adlig) Schulkeim (heute russisch: Altaiskoje) und mit dieser Gemeinde in seiner Geschichte verbunden. Es gehörte zum Landkreis Labiau im Regierungsbezirk Königsberg der preußischen Provinz Ostpreußen.
1945 kam Rentengut mit dem nördlichen Ostpreußen zur Sowjetunion. Im Jahr 1950 erhielt der Ort die russische Bezeichnung Lossewo und wurde gleichzeitig dem Dorfsowjet Dobrinski selski Sowet im Rajon Gurjewsk zugeordnet. Von 2008 bis 2013 gehörte Lossewo zur Landgemeinde Dobrinskoje selskoje posselenije und seither zum Stadtkreis Gurjewsk.

## Kirche
In Rentengut lebte vor 1945 eine überwiegend evangelische Bevölkerung, die in das Kirchspiel Kaymen (1938–1946 Kaimen, russisch: Saretschje) eingepfarrt war. Es gehörte zum Kirchenkreis Labiau (Polessk) in der Kirchenprovinz Ostpreußen der Kirche der Altpreußischen Union. Heute liegt Lossewo im Einzugsbereich der in den 1990er Jahren neu gegründeten evangelisch-lutherischen Gemeinde in Marschalskoje (Gallgarben), einer Filialgemeinde der Auferstehungskirche in Kaliningrad (Königsberg) innerhalb der Propstei Kaliningrad der Evangelisch-lutherischen Kirche Europäisches Russland (ELKER).